# Phúc Hòa, Phúc Thọ
Phúc Hòa là một xã thuộc huyện Phúc Thọ, thành phố Hà Nội, Việt Nam.
Xã có diện tích 4,12 km², dân số năm 2017 là 6.900 người, mật độ dân số đạt 1.300 người/km².